# Villa Trianon
Villa Trianon és un edifici del municipi de la Garriga (Vallès Oriental) inclòs en l'Inventari del Patrimoni Arquitectònic de Catalunya.

## Descripció
Edifici civil. Habitatge unifamiliar aïllat. Consta de soterrani, planta baixa i golfa. Assentada damunt un sòcol de maçoneria de carreu. Les obertures són rectangulars, totes amb jardineres a l'ampit. El ràfec de coberta està suportat per unes cartel·les de fusta.